# 关广岳
关广岳（1924年1月4日—2020年6月25日），男，满族，奉天（今辽宁）凤城人，中国地质学家，原东北工学院教授。

## 生平
1943年毕业于北京师大附中。1947年毕业于国立北京大学地质系，赴青岛山东大学任助教。1950年带领学生在山东省莱阳县境内首次发现恐龙蛋化石。1952年毕业于哈尔滨工业大学研究生班，分配至东北工学院工作，历任采矿系主任助理、副系主任等职。1979年担任东北工学院副院长。1984年9月至11月，在日本京都大学、秋田大学、山口大学、关西大学等地讲学。长期从事矿床学、矿物学、地球化学的教学与研究工作，对前寒武纪矿床有深入研究，提出了变质热液成矿作用和金属络合物迁移等理论。曾任辽宁省地质学会副理事长、中国稀土学会理事、冶金地质学会理事长、中国矿物岩石地球化学学会常务理事，中国金属学会与中国矿物岩石地球化学学会终身会员。
2020年6月25日2时28分在沈阳逝世。

## 出版物
- 关广岳. . 北京: 科学出版社. 2000. ISBN 7-03-007791-1.
- 关广岳. . 沈阳: 东北大学出版社. 2000. ISBN 7-81054-583-3.
- 关广岳等. . 沈阳: 东北大学出版社. 1994. ISBN 7-81006-801-6.
- 刘洪波; 关广岳. . 沈阳: 东北工学院出版社. 1992. ISBN 7-81006-490-8.
- 库兹涅佐夫（俄语：Кузнецов, Ефрем Александрович）. . 由关广岳等翻译. 北京: 中国工业出版社. 1962.
- 斯莫里扬宁诺夫. . 由关广岳; 杨守廉翻译. 北京: 重工业出版社. 1954.